# Doug Wilson
Douglas Frederick "Doug" Wilson, född 5 juli 1957, är en kanadensisk idrottsledare och befattningshavare som var senast general manager för San Jose Sharks i den nordamerikanska ishockeyligan National Hockey League (NHL). Han är också före detta professionell ishockeyback som tillbringade 16 säsonger i NHL, där han spelade för Chicago Black Hawks/Blackhawks och San Jose Sharks. Han producerade 827 poäng (237 mål och 590 assists) samt drog på sig 830 utvisningsminuter på 1 024 grundspelsmatcher. Wilson spelade också för Ottawa 67's i Ontario Major Junior Hockey League (OMJHL).
Han draftades av Chicago Black Hawks i första rundan i 1977 års draft som sjätte spelare totalt. Wilson blev utnämnd som NHL:s bästa back när han vann James Norris Memorial Trophy för säsongen 1981–1982. Han vann också 1984 års upplaga av Canada Cup.
Efter den aktiva spelarkarriären arbetade Wilson som lagkonsult åt det kanadensiska herrjuniorlandslaget mellan 1993 och 1998. 1997 fick han anställning hos San Jose Sharks om att vara deras chef för spelarpersonalen (Director of Player Personnel). I december 2002 fick han och talangscouten Cap Raeder ställa sig i Sharks spelarbås efter att ishockeyorganisationen hade sparkat Darryl Sutter och de assisterande tränarna. Det varade dock bara en match innan Ron Wilson utsågs till tränare för Sharks. 2003 blev han befordrad till att vara general manager för dem och samtidigt blev han också utnämnd till exekutiv vicepresident för Sharks ishockeyverksamhet (Executive Vice President of Hockey Operations), en position han hade fram till 2017.
Han är yngre bror till den före detta ishockeyforwarden Murray Wilson som spelade själv i NHL och lyckades vinna fyra Stanley Cup-titlar med Montreal Canadiens.

## Statistik
| 1974–1975    | Ottawa 67's         | OMJHL        | 55   | 29  | 58  | 87  | 75  | 7  | 2  | 3  | 5  | 6  |
| 1975–1976    | Ottawa 67's         | OMJHL        | 58   | 26  | 62  | 88  | 142 | 12 | 5  | 10 | 15 | 24 |
| 1976–1977    | Ottawa 67's         | OMJHL        | 43   | 25  | 54  | 79  | 85  | 19 | 4  | 20 | 24 | 34 |
| 1977–1978    | Chicago Black Hawks | NHL          | 77   | 14  | 20  | 34  | 72  | 4  | 0  | 0  | 0  | 0  |
| 1978–1979    | Chicago Black Hawks | NHL          | 56   | 5   | 21  | 26  | 37  | —  | —  | —  | —  | —  |
| 1979–1980    | Chicago Black Hawks | NHL          | 73   | 12  | 49  | 61  | 70  | 7  | 2  | 8  | 10 | 6  |
| 1980–1981    | Chicago Black Hawks | NHL          | 76   | 12  | 39  | 51  | 80  | 3  | 0  | 3  | 3  | 2  |
| 1981–1982    | Chicago Black Hawks | NHL          | 76   | 39  | 46  | 85  | 54  | 15 | 3  | 10 | 13 | 32 |
| 1982–1983    | Chicago Black Hawks | NHL          | 74   | 18  | 51  | 69  | 58  | 13 | 4  | 11 | 15 | 12 |
| 1983–1984    | Chicago Black Hawks | NHL          | 66   | 13  | 45  | 58  | 64  | 5  | 0  | 3  | 3  | 2  |
| 1984–1985    | Chicago Black Hawks | NHL          | 78   | 22  | 54  | 76  | 44  | 12 | 3  | 10 | 13 | 12 |
| 1985–1986    | Chicago Black Hawks | NHL          | 79   | 17  | 47  | 64  | 80  | 3  | 1  | 1  | 2  | 2  |
| 1986–1987    | Chicago Blackhawks  | NHL          | 69   | 16  | 32  | 48  | 36  | 4  | 0  | 0  | 0  | 0  |
| 1987–1988    | Chicago Blackhawks  | NHL          | 27   | 8   | 24  | 32  | 28  | —  | —  | —  | —  | —  |
| 1988–1989    | Chicago Blackhawks  | NHL          | 66   | 15  | 47  | 62  | 69  | 4  | 1  | 2  | 3  | 0  |
| 1989–1990    | Chicago Blackhawks  | NHL          | 70   | 23  | 50  | 73  | 40  | 20 | 3  | 12 | 15 | 18 |
| 1990–1991    | Chicago Blackhawks  | NHL          | 51   | 11  | 29  | 40  | 32  | 5  | 2  | 1  | 3  | 2  |
| 1991–1992    | San Jose Sharks     | NHL          | 44   | 9   | 19  | 28  | 26  | —  | —  | —  | —  | —  |
| 1992–1993    | San Jose Sharks     | NHL          | 42   | 3   | 17  | 20  | 40  | —  | —  | —  | —  | —  |
| NHL totalt   | NHL totalt          | NHL totalt   | 1024 | 237 | 590 | 827 | 830 | 95 | 19 | 61 | 80 | 88 |
| OMJHL totalt | OMJHL totalt        | OMJHL totalt | 156  | 80  | 174 | 254 | 302 | 38 | 11 | 33 | 44 | 64 |

### Internationellt
| År            | Lag           | Turnering     |               | Matcher | Mål | Assist | Poäng | Utv |
| ------------- | ------------- | ------------- | ------------- | ------- | --- | ------ | ----- | --- |
| 1984          | Kanada        | Canada Cup    | 7             | 2       | 1   | 3      | 4     |     |
| Senior totalt | Senior totalt | Senior totalt | Senior totalt | 7       | 2   | 1      | 3     | 4   |